# Pobladura del Valle
Pobladura del Valle és un municipi de la província de Zamora a la comunitat autònoma de Castella i Lleó.

## Demografia
| 1991 | 1996 | 2001 | 2004 |
| ---- | ---- | ---- | ---- |
| 396  | 343  | 326  | 338  |